# レジャイナ大学

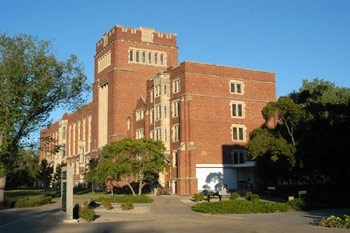

レジャイナ大学（レジャイナだいがく、英:  Regina University、略称: U of  R）は、カナダ・中西部サスカチュワン州の州都レジャイナに位置する総合公立大学。レジャイナはバンクーバから空路2時間に位置しており、キャンパスは北米最大の都市公園ワスカナセンターパーク内の自然豊かで穏やかな街並みにある（レジャイナ市内の州政府建物群から車で約10分の距離）。
THE世界大学ランキング2025では、601–800位にランクされており、カナダ国内TOP30にランクインしている。

## 歴史
1911年に設立されたレジャイナカレッジ(Regina College)が前身である。1934年にサスカチュワン大学レジャイナカレッジとなった後、1974年に独立し、レジャイナ大学となった。以来、研究型総合大学・実学主義・社会貢献を教育目標とし、グローバルで活躍する有能な人材の育成を掲げている。

## 学部
- 教育学部
- 人文学部
- メディア・芸術・パフォーマンス学部
- 経営学部
- 工学・応用科学部
- 理学部
- 社会福祉学部
- 看護学部
- 運動学・健康学部

学生数は約17,000人（学部生・大学院生含む）で、全学生の約20％が留学生、約13％を先住民が占め、グローバル・多様性を重んじる校風となっている。認定留学・休学留学を含めた海外からの留学生も積極的に受け入れる体制が整っており、Visiting Studentとして大学授業を聴講することも可能。日本語学科も大学内に設けられている。

## 日本の学生交流協定校
- 東京外国語大学
- 千葉大学
- 上智大学
- 神戸市外国語大学
- 関西外国語大学
- 獨協大学
- 都留文科大学
- 明治学院大学
- 成城大学
- 神奈川大学
- 大阪工業大学
- 山口大学